# カットビ!宅配くん
『カットビ!宅配くん』（カットビたくはいくん）は1990年11月9日にトンキンハウスから発売されたPCエンジン用アクションゲーム。

## システム
宅配業者の主人公が荷物を受け取り、トップビューで描写された街中で自転車またはバイクを運転して目的の場所へ届けるミッションを行う。自転車よりもバイクのほうが走行速度が速いが、走行中に消費する「POWER」のゲージの減り方もバイクのほうが速い。
街中では様々な車が走行しており、接触すると「DAMAGE」ゲージが減少する。また、走行車の中には主人公を狙う集団「ブラックドッグ」がおり、接触すると荷物を盗まれてしまう。主人公が所持する爆弾を道に設置してブラックドッグを爆撃し撃退すると、荷物を取り戻すことができる。このほか、赤信号を無視したり一方通行の道を逆走したりするとパトカーに追跡され、捕まると罰金を取られる。
街中の施設として、性能の良いバイクを購入できるバイクショップ、DAMAGEゲージを回復できるリペアショップ、POWERゲージを回復できるガソリンスタンド、アイテムを購入できるアイテムショップがある。
POWERゲージが0になる、DAMAGEゲージが0になる、制限時間切れ、のいずれかでミッション失敗となる。